# Товариство Вакаційних Осель
Товариство Вакаційних Осель — товариство з осередком у Львові, яке діяло під патронатом митрополита Андрея Шептицького.
Протягом 1905–1939 років організовувало для дітей у віці 7-14 років літні відпочинкові оселі у с. Милуванні Товмацького повіту та в с. Коршеві Коломийського повіту.
З осель щороку користалося понад 200 дітей.
Головою товариства була Ольга Бачинська.
Довголітні члени управи: Й.Паньківська, М.Ліщинська, М.Заячківська.